# Jacob Jan Alexander Wijs
Jacob Jan Alexander Wijs (* 12. November 1864 in Amsterdam; † 13. Dezember 1942 in Den Haag) war ein niederländischer Chemiker. Nach ihm ist eine Methode zur Bestimmung der Iodzahl ungesättigter Fette benannt. Diese Methode beschrieb er 1898 als Addition von Iodmonochlorid an die Doppelbindung in Alkenen, um Chloriodalkane zu erhalten. Als Reagenz verwendete Wijs eine Lösung von Iodmonochlorid in Eisessig (Wijs-Reagenz). Diese Reaktion wurde später als Wijs-Hanuš-Methode bezeichnet.
Nach dem Schulbesuch in Amsterdam und anschließendem Chemiestudium wurde Wijs 1893 bei van ’t Hoff promoviert. Ab 1889 war er bei der Nederlandse Oliefabriken in Delft angestellt, wo er bis zu seiner Pensionierung 1928 tätig war. 1895 heiratete Wijs Maria Salm, mit der er drei Kinder hatte. Er wurde 1939 von der Reichsuniversität Leiden zusätzlich in Geschichte promoviert. 